# 林知更
林 知更（はやし とものぶ、1974年10月 - ）は、日本の法学者。専門は、憲法学・国法学。東京大学社会科学研究所教授。

## 略歴
千葉県出身。1993年、千葉県立千葉高等学校卒業。同年に東京大学教養学部に入学し、1997年に同法学部を卒業。同年に東京大学大学院法学政治学研究科助手（指導教官は高橋和之）。2000年に北海道大学大学院法学研究科助教授。その後、東京大学大学院総合文化研究科助教授、同科准教授、2010年4月から2015年3月まで東京大学社会科学研究所准教授を経て、2015年4月から同所教授。
2015年10月から2017年3月までパリ第Ⅱ大学ミシェル・ヴィレイ研究所客員研究員。

## 著作

### 単著
- 『現代憲法学の位相―国家論・デモクラシー・立憲主義』（岩波書店、2016年）

### 共著・共編著
- 宍戸常寿、林知更、小島慎司、西村裕一（編著）『戦後憲法学の70年を語る　高橋和之・高見勝利憲法学との対話』（日本評論社、2020年）
- 宍戸常寿、林知更（編）『総点検　日本国憲法の70年』（岩波書店、2018年）
- 長谷部恭男、安西文雄、宍戸常寿、林知更（編）『高橋和之先生古稀記念　現代立憲主義の諸相』（有斐閣、2013年）
- 安西文雄、青井未帆、淺野博宣、岩切紀史、木村草太、小島慎司、斎藤愛、佐々木弘道、宍戸常寿、林知更、巻美矢紀、南野森『憲法学の現代的論点〔第2版〕』（有斐閣、2009年）
- 安西文雄、青井未帆、淺野博宣、岩切紀史、斎藤愛、佐々木弘道、宍戸常寿、林知更、巻美矢紀、南野森『憲法学の現代的論点』（有斐閣、2006年）

### 論文
- 「政治過程の統合と自由―政党への公的資金助成に関する憲法学的考察（一）～（五・完）」（国家学会雑誌115巻5・6号～117巻5・6号、2002～2004年）